# Vittimismo
Il vittimismo è la tendenza di una persona, di un gruppo di persone o di un collettivo a considerarsi una vittima o a spacciarsi per tale. Una vittima è qualcuno che subisce un danno  per colpa di qualcun altro. Il vittimista, invece, si considera oppure si fa passare per vittima.
"L’inclinazione a fare la vittima, cioè a considerarsi sempre oppresso, perseguitato, osteggiato e danneggiato da persone e circostanze, e a lamentarsene (ma a volte anche a compiacersene)"
In logica, il vittimismo è una retorica demagogica che cerca di screditare l'argomentazione dell'avversario in modo fallace, denunciandola come imposta o autoritaria. Per fare ciò, il vittimista posiziona implicitamente il suo avversario come un aggressore, adottando una posizione di vittima nel contesto della discussione.
In psicologia, la personalità vittimista o la tendenza psicologica vittimista - consiste in una tendenza a incolpare gli altri per i mali che si subiscono e a rifugiarsi nella compassione degli altri. Questa tendenza è caratterizzata da una deformazione pessimista della realtà in cui il soggetto si crogiola nel lamento ed è incapace di qualsiasi tipo di autocritica. 

## Retorica vittimista
La retorica della vittima è una tecnica demagogica che consiste nello squalificare l'avversario mostrandolo come un aggressore invece di confutare le sue affermazioni. Per fare questo, il soggetto adotta il ruolo di vittima nel contesto della discussione, in modo che l'altro interlocutore sia implicitamente posizionato di fronte a terzi come autoritario e la sua argomentazione come un attacco.

### Retorica del punto di mezzo
A volte la retorica vittimista è portata avanti insieme alla "retorica del punto di mezzo", che consiste nel presentare l'interlocutore come un estremista. 
Esempio 

risposta logica

"Il Sole è a meno di 10 chilometri dalla Terra".

"Non è vero, il Sole è a 149.597.871 chilometri dalla Terra, è un fatto provato".

"Sì che è vero, secondo una ricerca è a meno di 10 chilometri".

retorica vittimistica

"Il Sole è a meno di 10 chilometri dalla Terra".

"Non è vero, il Sole è a 149.597.871 chilometri dalla Terra, è un fatto provato".

"Questa persona mi attacca sempre, ora sostiene che io menta. Sta cercando di imporre il suo punto di vista, non è giusto. Vi prego di scusarmi, la mia opinione merita di essere rispettata. Non puoi imporre il tuo agli altri. È chiaro che hai dell'astio nei miei confronti".

### Ritirata vittimista
A volte, questa retorica mira a non riconoscere i propri errori, evitando la responsabilità o la rettifica. In questo modo, l'oratore vittimista riesce a scivolare fuori dalla discussione screditando l'argomento vincente senza riconoscere che aveva torto, o come ultima risorsa quando è finalmente incapace di presentare un argomento razionale.
Esempio
-"Il Sole è a meno di 10 chilometri dalla Terra".

Retorica logica

-"Questo è falso perché [...]. Pertanto, è provato che il Sole si trova a 149.597.871 chilometri di distanza dalla Terra. Potresti smettere di sostenere che si trova a 10 chilometri di distanza? Il tuo comportamento ostruzionistico e trollesco sta creando confusione tra coloro che ci leggono".

Retorica vittimistica

"E ora mi incolpi di aver confuso gli altri! Certamente non hai un minimo di educazione. Lascio la discussione; è chiaro che discutere con te è inutile; alla fine imporrai la tua versione".

"Questa persona continua a dire che tutto quello che dico è falso. Non ho altra scelta che arrendermi, visto che sta attaccando prima ancora di ascoltare. In ogni caso, affermo che il fatto che non esprimo più la mia opinione non è perché condivido la sua, ma perché non ho altra scelta che cedere alle sue molestie.

"Lasciali fare quello che vogliono, è chiaro che vogliono imporre la loro opinione. Cosa posso fare, se mi hanno quasi mangiato nell'ultima discussione? È chiaro che alcune persone colgono ogni occasione per accusare gli altri di essere bugiardi e troll".

## Vittimismo in psichiatria
Il vittimismo è un tratto di personalità paranoide molto comune soprattutto nel narcisismo: la persona si sente continuamente vittima degli altri e meritevole di compassione. Allo stesso tempo proietta i suoi sentimenti negativi sugli altri, quindi  mette "fuori di sé" la responsabilità della sua componente negativa. 

### Incapacità di essere autocritico
Il vittimista è incapace di accettare delle critiche costruttive, e tende a considerare chiunque osi correggerlo come un nemico. In questo modo, vede se stesso con indulgenza, eludendo la sua vera responsabilità, sentendo che la sua posizione di vittima giustifica tutte le sue azioni. Per coloro che cadono in questo atteggiamento, tutto ciò che viene fatto loro è intollerabile, mentre i propri errori o difetti sono solo inezie che sarebbe privo di tatto far notare.

### Conforto nel rimpianto
Il fatto di sentirsi una vittima permette alla persona di scaricare il senso di colpa attribuendo la colpa ad altri; al tempo stesso cerca di attirare l'attenzione, forzando la compassione di chi lo circonda. In questo modo, invece di lottare per migliorare le cose, il soggetto compete nell'esibizione delle sue presunte disgrazie.
Grazie al meccanismo di proiezione, la personalità vittimista attribuisce agli altri ogni pensiero e azione negativa. In questo modo, si difende da possibili situazioni di disagio ed evita di doversi assumere critiche e responsabilità per la sua situazione. Al tempo stesso, cerca la solidarietà di una persona empatica, la quale a contatto con il narcisista può entrare in una relazione di codipendenza.

### Desiderio di vendetta
La mentalità vittimista, poiché non sempre raggiunge i suoi obiettivi, porta facilmente alla disperazione, al risentimento, alla rabbia e perfino al desiderio di vendetta contro l'ambiente circostante. Può quindi trasformarsi in vittimismo aggressivo, una forma rabbiosa di vittimismo che consiste nell'arrabbiarsi perché gli altri non sono come loro o come loro vorrebbero che fossero. In questi casi, la tendenza è quella di attaccare gli altri, accusarli, etichettarli per danneggiarli moralmente, emotivamente o fisicamente in una dimostrazione di intolleranza escludente. A volte sorge insieme alla megalomania, poiché il soggetto, quando non viene continuamente lodato e accettato, si vede come una vittima di presunti complotti e ostilità.

### Strategie vittimiste
Quando la personalità paranoica vuole influenzare il processo decisionale degli altri, di solito ricorre a due strategie:
- Vittimismo populista dittatoriale paranoico: incolpare la direzione (direttori, amministratori...) per presunti fallimenti, adottare il ruolo di vittima, rifiutare ogni autocritica e chiedere giustizia popolare (esecuzioni, licenziamenti, minacce...).
- Vittimismo intergruppo paranoico: accusare l'altro gruppo di persecuzione, cospirazione o incomprensione.